# Circonscription électorale de Salamanque
Ne doit pas être confondu avec Circonscription autonomique de Salamanque.
La circonscription électorale de Salamanque est l'une des cinquante-deux circonscriptions électorales espagnoles utilisées comme divisions électorales pour les élections générales espagnoles.
Elle correspond géographiquement à la province de Salamanque.

## Historique
Elle est instaurée en 1977 par la loi pour la réforme politique puis confirmée avec la promulgation de la Constitution espagnole qui précise à l'article 68 alinéa 2 que chaque province constitue une circonscription électorale.

## Congrès des députés

### Synthèse
|             |       | 1977 | 1979 | 1982 | 1986 | 1989 | 1993 | 1996 | 2000 | 2004 | 2008 | 2011 | 2015 | 2016 | 04/19 | 11/19 | 2023 |
| ----------- | ----- | ---- | ---- | ---- | ---- | ---- | ---- | ---- | ---- | ---- | ---- | ---- | ---- | ---- | ----- | ----- | ---- |
| UCD         |       | 3    | 3    |      |      |      |      |      |      |      |      |      |      |      |       |       |      |
| AP & alliés |       |      |      | 1    | 1    |      |      |      |      |      |      |      |      |      |       |       |      |
| CDS         |       |      |      |      | 1    |      |      |      |      |      |      |      |      |      |       |       |      |
| PSOE        |       | 1    | 1    | 3    | 2    | 2    | 2    | 1    | 1    | 2    | 2    | 1    | 1    | 1    | 1     | 1     | 1    |
| PP          |       |      |      |      |      | 2    | 2    | 3    | 3    | 2    | 2    | 3    | 2    | 3    | 2     | 2     | 3    |
| Cs          |       |      |      |      |      |      |      |      |      |      |      |      | 1    |      | 1     |       |      |
| Vox         |       |      |      |      |      |      |      |      |      |      |      |      |      |      |       | 1     |      |
|             |       |      |      |      |      |      |      |      |      |      |      |      |      |      |       |       |      |
| Total       | Total | 4    | 4    | 4    | 4    | 4    | 4    | 4    | 4    | 4    | 4    | 4    | 4    | 4    | 4     | 4     | 4    |

### 1977
| Parti | Parti | Députés                                                                            |
| ----- | ----- | ---------------------------------------------------------------------------------- |
| UCD   |       | Jesús Esperabé de Arteaga González, Alberto Estella Goytre, Salvador Sánchez-Terán |
| PSOE  |       | José Luis González Marcos                                                          |

### 1979
| Parti | Parti | Députés                                                                            |
| ----- | ----- | ---------------------------------------------------------------------------------- |
| UCD   |       | Jesús Esperabé de Arteaga González, Alberto Estella Goytre, Salvador Sánchez-Terán |
| PSOE  |       | José Miguel Bueno Vicente                                                          |

### 1982
| Parti  | Parti | Députés                                                      |
| ------ | ----- | ------------------------------------------------------------ |
| PSOE   |       | Ciriaco de Vicente, Jesús Caldera, José Miguel Bueno Vicente |
| AP-PDP |       | Pablo Beltrán de Heredia y Onís                              |

- Pablo Beltrán de Heredia y Onís est remplacé en novembre 1985 par José Cruz Sagredo.

### 1986
| Parti | Parti | Députés                           |
| ----- | ----- | --------------------------------- |
| PSOE  |       | Ciriaco de Vicente, Jesús Caldera |
| CP    |       | Pilar Fernández Labrador          |
| CDS   |       | Juan Castaño Casanueva            |

### 1989
| Parti | Parti | Députés                                                      |
| ----- | ----- | ------------------------------------------------------------ |
| PSOE  |       | Ciriaco de Vicente, Jesús Caldera                            |
| PP    |       | Gonzalo Robles Orozco, Fernando Fernández de Trocóniz Marcos |

- Ciriaco de Vicente est remplacé en novembre 1990 par María Francisca Vicente García.

### 1993
| Parti | Parti | Députés                                                      |
| ----- | ----- | ------------------------------------------------------------ |
| PP    |       | Gonzalo Robles Orozco, Fernando Fernández de Trocóniz Marcos |
| PSOE  |       | Jesús Caldera, María Francisca Vicente García                |

### 1996
| Parti | Parti | Députés                                                                                       |
| ----- | ----- | --------------------------------------------------------------------------------------------- |
| PP    |       | José Antonio Bermúdez de Castro, Fernando Fernández de Trocóniz Marcos, Gonzalo Robles Orozco |
| PSOE  |       | Jesús Caldera                                                                                 |

- Gonzalo Robles Orozco est remplacé en mai 1996 par Francisco Javier Iglesias García, lui-même remplacé en septembre 1999 par Isabel Hernández Rozas.

### 2000
| Parti | Parti | Députés                                                                                       |
| ----- | ----- | --------------------------------------------------------------------------------------------- |
| PP    |       | José Antonio Bermúdez de Castro, Fernando Fernández de Trocóniz Marcos, Gonzalo Robles Orozco |
| PSOE  |       | Jesús Caldera                                                                                 |

- Gonzalo Robles Orozco est remplacé en mai 2000 par Francisco Javier Iglesias García.
- Fernando Fernández de Trocóniz Marcos est remplacé en septembre 2002 par María Encarnación Rogado Hernández.

### 2004
| Parti | Parti | Députés                                                |
| ----- | ----- | ------------------------------------------------------ |
| PP    |       | José Antonio Bermúdez de Castro, Gonzalo Robles Orozco |
| PSOE  |       | Jesús Caldera, Carmen Juanes Barciela                  |

### 2008
| Parti | Parti | Députés                                                |
| ----- | ----- | ------------------------------------------------------ |
| PP    |       | Gonzalo Robles Orozco, José Antonio Bermúdez de Castro |
| PSOE  |       | Jesús Caldera, Carmen Juanes Barciela                  |

### 2011
| Parti | Parti | Députés                                                                          |
| ----- | ----- | -------------------------------------------------------------------------------- |
| PP    |       | Gonzalo Robles Orozco, José Antonio Bermúdez de Castro, María Jesús Moro Almaraz |
| PSOE  |       | Jesús Caldera                                                                    |

- Gonzalo Robles (PP) est remplacé en février 2012 par María Teresa Cobaleda Hernández.

### 2015
| Parti | Parti | Députés                                                   |
| ----- | ----- | --------------------------------------------------------- |
| PP    |       | José Antonio Bermúdez de Castro, María Jesús Moro Almaraz |
| PSOE  |       | David Serrada Pariente                                    |
| Cs    |       | Pablo Yáñez González                                      |

### 2016
| Parti | Parti | Députés                                                                                 |
| ----- | ----- | --------------------------------------------------------------------------------------- |
| PP    |       | José Antonio Bermúdez de Castro, María Jesús Moro Almaraz, Bienvenido de Arriba Sánchez |
| PSOE  |       | David Serrada Pariente                                                                  |

### Avril 2019
| Parti | Parti | Députés                                                   |
| ----- | ----- | --------------------------------------------------------- |
| PP    |       | José Antonio Bermúdez de Castro, María Jesús Moro Almaraz |
| PSOE  |       | David Serrada Pariente                                    |
| Cs    |       | José Antonio Mirón Canelo                                 |

### Novembre 2019
| Parti | Parti | Députés                                                   |
| ----- | ----- | --------------------------------------------------------- |
| PP    |       | José Antonio Bermúdez de Castro, María Jesús Moro Almaraz |
| PSOE  |       | David Serrada Pariente                                    |
| Vox   |       | Víctor Guido González Coello de Portugal                  |

### 2023
| Parti | Parti | Députés                                                                               |
| ----- | ----- | ------------------------------------------------------------------------------------- |
| PP    |       | José Antonio Bermúdez de Castro, María Jesús Moro Almaraz, Pedro Samuel Martín García |
| PSOE  |       | David Serrada Pariente                                                                |

## Sénat

### Synthèse
|             |       | 1977 | 1979 | 1982 | 1986 | 1989 | 1993 | 1996 | 2000 | 2004 | 2008 | 2011 | 2015 | 2016 | 04/19 | 11/19 | 2023 |
| ----------- | ----- | ---- | ---- | ---- | ---- | ---- | ---- | ---- | ---- | ---- | ---- | ---- | ---- | ---- | ----- | ----- | ---- |
| Indépendant |       | 1    |      |      |      |      |      |      |      |      |      |      |      |      |       |       |      |
| UCD         |       | 3    | 3    |      |      |      |      |      |      |      |      |      |      |      |       |       |      |
| AP & alliés |       |      |      | 1    | 1    |      |      |      |      |      |      |      |      |      |       |       |      |
| PSOE        |       |      | 1    | 3    | 3    | 1    | 1    | 1    | 1    | 1    | 1    | 1    | 1    | 1    | 1     | 1     | 1    |
| PP          |       |      |      |      |      | 3    | 3    | 3    | 3    | 3    | 3    | 3    | 3    | 3    | 3     | 3     | 3    |
|             |       |      |      |      |      |      |      |      |      |      |      |      |      |      |       |       |      |
| Total       | Total | 4    | 4    | 4    | 4    | 4    | 4    | 4    | 4    | 4    | 4    | 4    | 4    | 4    | 4     | 4     | 4    |

### 1977
| Parti       | Parti | Sénateurs                                                                                |
| ----------- | ----- | ---------------------------------------------------------------------------------------- |
| UCD         |       | Manuel Delgado Sánchez-Arjona, Vidal García-Tabernero Orive, Francisco Vicente Domínguez |
| Indépendant |       | Ángel Zamanillo Encinas                                                                  |

### 1979
| Parti | Parti | Sénateurs                                                                            |
| ----- | ----- | ------------------------------------------------------------------------------------ |
| UCD   |       | Manuel Delgado Sánchez-Arjona, Vidal García-Taberero Orive, José Luis Sánchez Torres |
| PSOE  |       | José Luis González Marcos                                                            |

### 1982
| Parti  | Parti | Sénateurs                                                                     |
| ------ | ----- | ----------------------------------------------------------------------------- |
| PSOE   |       | Miguel Cid Cebrián, José Luis González Marcos, Miguel Ángel Quintanilla Fisac |
| AP-PDP |       | Fernando Gil Nieto                                                            |

### 1986
| Parti | Parti | Sénateurs                                                                       |
| ----- | ----- | ------------------------------------------------------------------------------- |
| PSOE  |       | José Luis González Marcos, Miguel Ángel Quintanilla Fisac, Juan José Real Oliva |
| CP    |       | Casimiro Hernández Calvo                                                        |

### 1989
| Parti | Parti | Sénateurs                                                                    |
| ----- | ----- | ---------------------------------------------------------------------------- |
| PP    |       | Casimiro Hernández Calvo, Joaquín Martín Hernández, Alejandro Meana Ferrajón |
| PSOE  |       | José Castro Rabadán                                                          |

### 1993
| Parti | Parti | Sénateurs                                                            |
| ----- | ----- | -------------------------------------------------------------------- |
| PP    |       | Félix Colsa Bueno, Casimiro Hernández Calvo, Julián Lanzarote Sastre |
| PSOE  |       | José Castro Rabadán                                                  |

### 1996
| Parti | Parti | Sénateurs                                                                  |
| ----- | ----- | -------------------------------------------------------------------------- |
| PP    |       | José María Barahona Hortelano, Félix Colsa Bueno, Casimiro Hernández Calvo |
| PSOE  |       | José Castro Rabadán                                                        |

### 2000
| Parti | Parti | Sénateurs                                                                           |
| ----- | ----- | ----------------------------------------------------------------------------------- |
| PP    |       | José María Barahona Hortelano, Félix Colsa Bueno, María Cristina Klimowitz Waldmann |
| PSOE  |       | José Castro Rabadán                                                                 |

### 2004
| Parti | Parti | Sénateurs                                                                            |
| ----- | ----- | ------------------------------------------------------------------------------------ |
| PP    |       | María Teresa Cobaleda Hernández, Francisco Javier Iglesias García, José Muñoz Martín |
| PSOE  |       | José Castro Rabadán                                                                  |

### 2008
| Parti | Parti | Sénateurs                                                                |
| ----- | ----- | ------------------------------------------------------------------------ |
| PP    |       | María Teresa Cobaleda Hernández, Salvador Cruz García, José Muñoz Martín |
| PSOE  |       | Josefa Mena Martín                                                       |

- Salvador Cruz (PP) est remplacé en juin 2011 par Julián Lanzarote Sastre.

### 2011
| Parti | Parti | Sénateurs                                                         |
| ----- | ----- | ----------------------------------------------------------------- |
| PP    |       | Isabel Jiménez García, Julián Lanzarote Sastre, José Muñoz Martín |
| PSOE  |       | Elena Diego Castellanos                                           |

- Elena Diego (PSOE) est remplacée en septembre 2014 par Rubén Amores Regalado.

### 2015
| Parti | Parti | Sénateurs                                                                |
| ----- | ----- | ------------------------------------------------------------------------ |
| PP    |       | Francisco Javier Iglesias García, Gonzalo Robles Orozco, Esther del Brío |
| PSOE  |       | Rosa María López Alonso                                                  |

### 2016
| Parti | Parti | Sénateurs                                                                |
| ----- | ----- | ------------------------------------------------------------------------ |
| PP    |       | Francisco Javier Iglesias García, Gonzalo Robles Orozco, Esther del Brío |
| PSOE  |       | Rosa María López Alonso                                                  |

### Avril 2019
| Parti | Parti | Sénateurs                                                    |
| ----- | ----- | ------------------------------------------------------------ |
| PP    |       | Bienvenido de Arriba, Gonzalo Robles Orozco, Esther del Brío |
| PSOE  |       | Elena Diego Castellanos                                      |

### Novembre 2019
| Parti | Parti | Sénateurs                                                    |
| ----- | ----- | ------------------------------------------------------------ |
| PP    |       | Bienvenido de Arriba, Gonzalo Robles Orozco, Esther del Brío |
| PSOE  |       | Elena Diego Castellanos                                      |

### 2023
| Parti | Parti | Sénateurs                                                    |
| ----- | ----- | ------------------------------------------------------------ |
| PP    |       | Bienvenido de Arriba, Gonzalo Robles Orozco, Esther del Brío |
| PSOE  |       | Elena Diego Castellanos                                      |